# Centro Desportivo São Bernardo
Le Centro Desportivo São Bernardo est un club de handball basé à São Bernardo, une paroisse de la ville d'Aveiro au Portugal.

## Palmarès
- Vainqueur du Championnat du Portugal - Divisão de Elite (2) : 2003, 2004